# Vous êtes fous !
Singles de Benny B
Qu'est qu'on fait maintenant?
(1991)
Pistes de L'Album
D.J. d'enfer
Vous êtes fous ! est le premier single du premier groupe de rappeur belge Benny B.  Il se vendit à 439 000 exemplaires en France et plus de 75 000 en Belgique.

## Production
Aucun producteur ne croit en Benny B, sauf Olivier Verhaeghe « […] patron du studio « Vie Privée », [qui] a eu l'audace de croire en Benny… », ce dernier les convainc de changer leur « rythme […] un peu trop agressif, « hip hop » comme on dit aux States » en un son « techno » plus facile à passer en radio et en boîte. Ils ne pensaient pas vendre plus de 6 ou 5 000 disques.

## Commentaire
Le refrain de la chanson créée par Dj Daddy K est constitué d'extraits de dialogues (« Mais vous êtes fous ! », « Oh ! Oui », « Et qui l'accompagne ? ») issu de la série Capitaine Flam et l'introduction emprunte le riff de Son of Shaft de The Bar-Kays.
Il existe plusieurs remix différents, sur les nombreux maxis et singles sortis, notamment une version en espagnol, sous le nom de Estáis locos, et une version interprétée par un alter ego féminin de Benny B, Suzy D, sortit sous le nom de Mais vous êtes sottes (zot).

## Classement
Le titre entre le 26 mai 1990 dans le hit-parade français à la 49e place et finit par arriver six semaines plus tard dans le Top 10, grimpant à la troisième place. La chanson restera encore 18 semaines dans le Top 10 et finira par lentement redescendre, finalement la chanson totalisera 29 semaines dans les charts.
La même année, la chanson est certifiée Disque d'or par la SNEP avec 439 000 copies vendues. Il est classé 724e dans la liste des meilleures ventes de tous les temps en France.
En Belgique, le vendredi 22 septembre 1990, les membres du groupe se voient remettre un disque d'or dans les sous-sols des Galeries Louise, un disque d'or pour avoir vendu plus de 50 000 disques.
Le DJ Muttonheads fait un remix 2010 qui se classe parmi les premiers dans les discothèques françaises.
| Pays     | Certification | Nombre de ventes |
| -------- | ------------- | ---------------- |
| Belgique | Disque d'or   | +75 000          |
| France   | Disque d'or   | 439 000          |

| Pays   | Meilleure position |
| ------ | ------------------ |
| France | 3                  |
| Europe | 19                 |

## Listes des titres
7" single
1. Vous êtes fous ! (techno version) (3:12)
2. Vous êtes fous ! (hip hop mix) (3:08)

12" maxi
1. Vous êtes fous ! (techno version) (4:48)
2. Vous êtes fous ! (hip hop mix) (3:08)
3. Vous êtes fous ! (radio edit) (3:00)
4. Vous êtes fous !  (a cappella) (1:24)
5. Vous êtes fous ! (wild mix) (4:48)

CD maxi
1. Vous êtes fous ! (techno version) (4:48)
2. Vous êtes fous ! (hip hop mix) (3:08)
3. Vous êtes fous ! (radio edit) (3:00)
4. Vous êtes fous ! (a cappella) (1:24)
5. Vous êtes fous ! (wild mix) (4:48)

12" maxi - Remixes
1. Vous êtes fous ! (dance remix) (5:03)
2. Vous êtes fous ! (a cappella) (1:24)
3. Vous êtes fous ! (vito mix) (4:41)
4. Vous êtes fous ! (Daddy K hip hop remix) (3:59)

CD maxi - Remixes
1. Vous êtes fous ! (vito mix) (4:41)
2. Vous êtes fous ! (Daddy K hip hop remix) (3:59)
3. Vous êtes fous ! (dance remix) (5:03)
4. Vous êtes fous ! (a cappella) (1:24)